# Cyrille Bonnand
Pour les articles homonymes, voir Bonnand.
Cyrille Bonnand, né le 5 août 1970 à Albi, est un coureur cycliste français spécialisé dans le VTT cross-country et le cyclo-cross. Il est champion de France de VTT cross-country 1997. En 2009, il est suspendu durant 4 ans pour dopage à l'EPO, ce qui marque la fin de sa longue carrière.

## Palmarès en VTT

### Championnats de France
- Champion de France de VTT cross-country 1997